# 初島型電纜敷設艇
初島型電纜敷設艇 （はしまかたでんらんふせつてい）は、日本海軍の電纜敷設艇。同型艦4隻。日本海軍で最初の電纜敷設艇。

## 概要
電纜敷設艇は要地防衛のために有線爆破型の機雷(管制機雷)や沈置型の水中聴音機を設置する船。いわゆるケーブル・レイヤー(cable layer)で民間船では海底ケーブルの設置だけなのに対し、本型では同時に管制機雷や水中聴音機の設置も可能とする。日本海軍は有線爆破型の機雷として九二式機雷を保有していたが、敷設用の専用艦船はなく、雑役船などで電線を敷設していた。しかしこれでは今後の敷設計画が実施不可能になるために能率的な敷設の出来る艦船を求め、1939年（昭和14年）度の臨時軍事費(「支那事変に関連する第三次戦備促進」)の雑船建造費で専用の雑役船4隻が建造されることとなった。1隻当たりの成立予算は1,760,000円となっている。
本型各艇は1940年（昭和15年）から翌年にかけて竣工、1番艇「初島」は竣工に合わせて10月25日に雑役船から特務艇内の電纜敷設艇に類別、2番艇「釣島」も同日に電纜敷設艇に類別された。竣工後の各艇は4つの鎮守府の防備隊にそれぞれ1隻ずつ割り当てられ（本籍が呉の「釣島」は佐伯防備隊に所属）、電纜敷設や近海の警備に当たった。その他船団護衛にも従事し、「初島」がラバウル、「立石」がマカッサル海峡方面まで進出している。1945年（昭和20年）に入り4隻中3隻が戦没し、唯一残存した「釣島」は逓信省へ移管、海底電線敷設船「釣島丸」となった。
海上自衛隊の昭和28年度艦船の1隻、敷設艦「つがる」は本型を改良・近代化した艦だった。

## 艦型
計画番号J21。基本計画は松本喜太郎造船少佐(当時)が担当。元々雑役船として計画されたので予算圧縮のため船体は商船形式に準じ、鋼材も軟鋼のみを使用していた。機関も石炭専焼ボイラー、レシプロ機関を搭載し、計画速力は14ノットだった。
電纜敷設の専用設備としては艦橋と煙突の間にスペースを設け、そこに電纜（電線、ケーブルのこと）を納める電纜庫を2カ所設置、電纜20,000mが納められた。上甲板には海底沈置式の水中聴音機4組を搭載し、その取り回し用に12mデリックを船体中央部に装備した。艦首部分にはケーブル用リールを備え、艦橋前の最上甲板には2組の滑車輪、張力計、ウインチが設置され、電纜巻上機が艦橋下の2甲板を貫いていた。
その他に対潜用機雷12個、爆雷9個を搭載、機雷を搭載しない場合は爆雷18個搭載可能。艦尾には機雷敷設用の投下軌条が設置され、その内側に爆雷用軌条も設けられていた。
砲熕兵装としては後甲板に8cm高角砲1基、後部マスト直前の上構上に13mm連装機銃1基を搭載した。
開戦後には九三式探信儀を装備、大戦後半には爆雷を約60個搭載とし、前部船底に水中聴音機を装備した。戦後の「釣島」引渡目録によるとこの時点での機銃装備は、13mm連装機銃は搭載しておらず、25mm連装機銃2基、同単装2挺を装備していた。

## 同型艦
初島（はしま）1940年10月25日、川崎重工業艦船工場(神戸)で竣工。竣工前は艦名を「はつしま」と読んだ。横須賀鎮守府籍、横須賀防備隊所属。1945年4月28日、三重県三木崎沖で米潜「セネット」の雷撃を受け沈没。同年7月10日除籍。
釣島（つるしま）1941年3月28日、川崎重工業艦船工場(神戸)で竣工。呉鎮守府籍、佐伯防備隊所属。佐伯付近で終戦を迎える。1945年11月30日除籍、逓信省へ移管し「釣島丸」となる。1968年まで海底電線の保守、整備に活躍。
大立（おうたて）1941年7月31日、播磨造船所で竣工。佐世保鎮守府籍、佐世保防備隊所属。1945年3月27日東シナ海で敵機の攻撃を受け沈没。同年7月10日除籍。
立石（たていし）1941年8月31日、播磨造船所で竣工。舞鶴鎮守府籍、舞鶴防備隊所属。1945年3月21日仏印沖で米陸軍機の攻撃を受け沈没。同年5月10日除籍。